# Ou-jang Sün

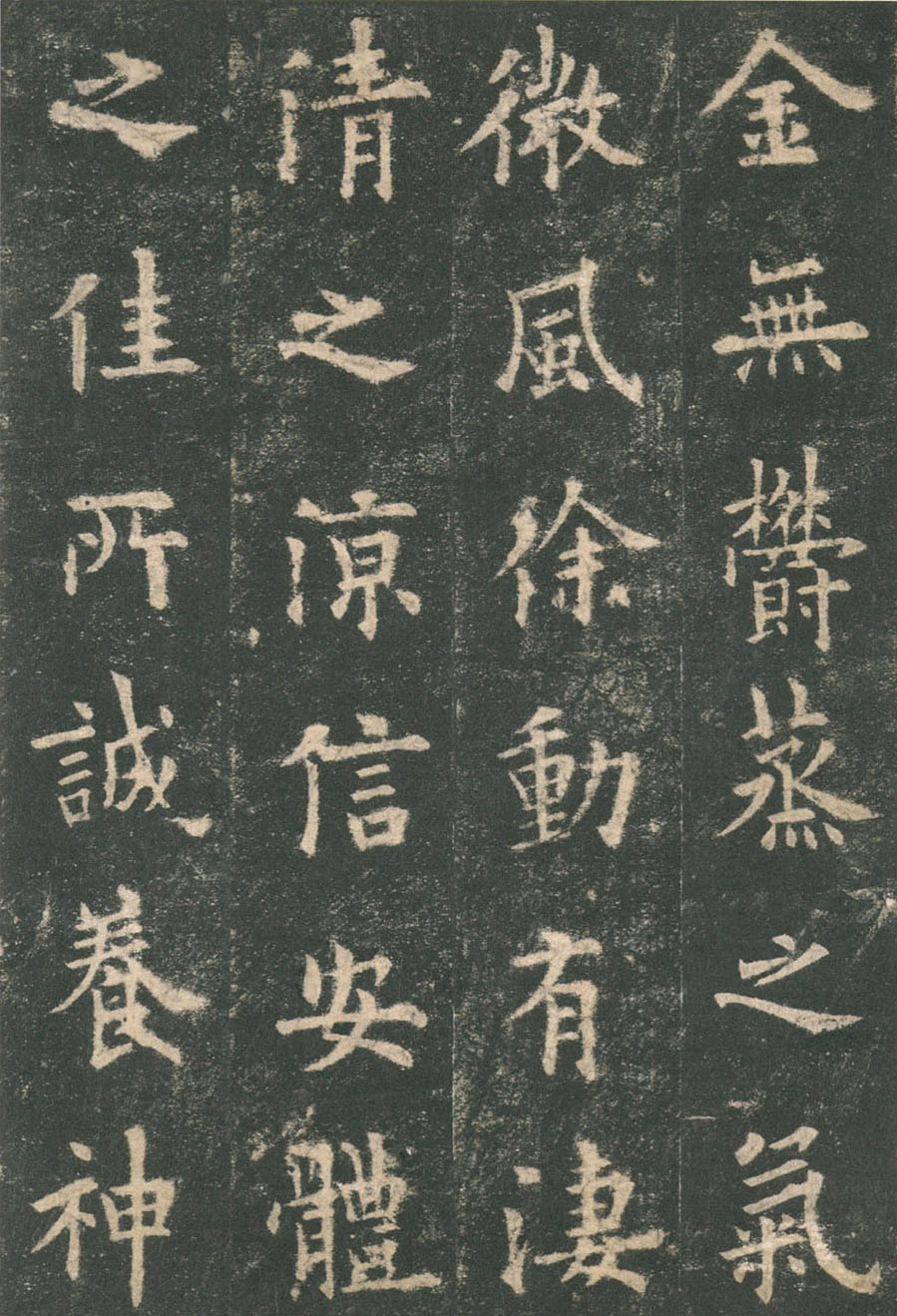
Kopie Ou-jang Sünova textu

Ou-jang Sün (čínsky 歐陽詢) (557–641), zdvořilostním jménem Sin-pen (信本), byl konfuciánský učenec, jeden ze čtyř velkých kaligrafů z počátku doby dynastie Tchang.

## Život
Narodil se v roce 557 v Čchang-ša v provincii Chu-nan v úřednické rodině. Za dynastie Suej byl zaměstnán jako císařský doktor, za dob Tchangů zastával post cenzora a učence v Chung-wenově akademii, kde vyučoval kaligrafii. Zásadní měrou se zasloužil o sestavení encyklopedie I-wen Lej-ťü.
Zemřel v roce 641 v dnešní provincii An-chuej.